# Zonotrichia
Zonotrichia és un dels gèneres d'ocells, de la família dels passerèl·lids (Passerellidae). De les cinc espècies, quatre són a Amèrica del Nord menys els sit de clatell roig que cria a les terres altes des de l'extrem sud-est de Mèxic fins a la Terra del Foc i a Hispaniola.

## Etimologia
El nom del gènere Zonotrichia prové del grec antic «ζώνη» (zona, franja) i «θρίξ» (cabell).

## Taxonomia
Segons la classificació del Congrés Ornitològic Internacional (versió 13.2, 2023), aquest gènere conté 5 espècies:
- Zonotrichia capensis - sit de clatell roig.
- Zonotrichia querula - sit de Harris.
- Zonotrichia albicollis - sit gorjablanc.
- Zonotrichia leucophrys - sit de coroneta blanca.
- Zonotrichia atricapilla - sit de coroneta daurada.

A principis del segle XXI es va localitzar les restes fossilitzades del que hauria estat una sisena espècie: Zonotrichia robusta.